# Gõ kiến nhỏ ngực đỏ
Dryobates cathpharius là một loài chim trong họ Picidae. Loài này được tìm thấy tại Bangladesh, Bhutan, Trung Quốc, Ấn Độ, Lào, Myanmar, Nepal, Thái Lan, và Việt Nam.